# Essequibo (Fluss)
Der Essequibo ist mit rund 1000 km Länge der größte Fluss der Republik Guyana (Südamerika) und Namensgeber der ehemaligen Kolonie Essequibo, die von 1616 bis 1814 bestand.

## Verlauf
Der Fluss entspringt in den Acarai-Bergen an der Grenze zu Brasilien und mündet bei Bartica in einem circa 60 km breiten Delta in den Atlantischen Ozean. Bei Bartica vereinigen sich Mazaruni und Essequibo, der von hier aus flussabwärts zum mächtigen, 5 km breiten, von Seeschiffen befahrbaren Strom wird. Hingegen ist er in seinem Oberlauf wegen zahlreicher Wasserfälle und Stromschnellen nur bedingt und abschnittsweise schiffbar. Sein Nebenfluss, der Potaro, bildet den 247 m hohen Kaieteur-Wasserfall.

## Expeditionen
1908 unternahm der deutsch-US-amerikanische Ichthyologe Carl H. Eigenmann eine Expedition entlang des Essequibo und seines Nebenflusses Potaro und dokumentierte 336 hier vorkommende Fischarten.

## Goldgewinnung
Der Essequibo ist durch die Goldgewinnung an seinem Flusslauf und seinen Nebenflüssen beträchtlichen Umweltbelastungen ausgesetzt. Viele Goldschürfer, vor allem die illegalen Garimpeiros, verwenden das Amalgamverfahren, um das Gold beim Goldwaschen mit Quecksilber zu binden.

## Dokumentationen
- Marion Pöllmann (Regie): Zu den Quellen des Essequibo. 5-teiliger Dokumentarfilm, 2013. Ca. 200 Min. (Umfassender Expeditionsbericht)